# Takt op.
Takt Op. (estilizado como takt op. o {tákt: op.}) es un proyecto de medios mixtos sobre música clásica producido por Bandai Namco Arts y DeNA.
Un Videojuego para móviles desarrollado por Game Studio titulado Takt Op. Unmei wa Shinkuki Senritsu no Machi wo (takt op. 運命は真紅き旋律の街を?)  se lanzó en 2022.
Una adaptación a serie de anime producida por MAPPA y Madhouse titulada Takt Op. Destiny se estrenó el 5 de octubre de 2021 en TV Tokyo y sus afiliados.

## Trama
Takt Op se desarrolla en el año 2047, un mundo futuro donde la música no se puede reproducir libremente porque atrae a monstruos llamados "D2". Estos monstruos fueron producidos por un meteorito negro que contenía Siderita de la Noche Negra que cayó del cielo hace años. Odian la música producida por humanos y se sienten atraídos por la fuente musical e intentan destruirla. Para combatir a los D2, "Musicarts", chicas extraídas de partituras de música clásica y que derivan su poder de "Harmonia Ore", son dirigidas por "Conductores" humanos para luchar contra los monstruos.

## Personajes

### Principales
Takt Asahina (朝雛タクト Asahina Takuto?)
 Seiyū: Kōki Uchiyama, Luis Leonardo Suárez (español latino)
Un Conductor que hace un pacto con Destiny. Prioriza la música por encima de todo. Por lo general, parece perezoso y antipático, pero está obsesionado con la música y tiene excelentes habilidades para el piano. Su padre era Kenji Asahina, un famoso Conductor que fue asesinado hace 10 años por los D2. El brazo derecho de Takt tiene la capacidad de convertirse en un arma poderosa que puede transformarse en la Batuta de un conductor y dirige a Destiny a luchar contra los D2.
Destiny (運命 Unmei?) / Cosette Schneider (コゼット・シュナイダー Kozetto Shunaidā?)
 Seiyū: Shion Wakayama, Elizabeth Infante (español latino)
Una Musicard que nació de la Sinfonía n.º 5 (Beethoven). Una vez fue la humana llamada Cosette Schneider, la hermana menor de Anna, que se convirtió en una Musicart conectada con Takt después de que murió protegiéndolo de los D2. Debido a su proceso antinatural de convertirse en Musicart, la condición de Destiny se considera inestable y no recuerda haber sido Cosette. Utiliza una gran cantidad de energía para combatir los D2 y debe consumir calorías para recargarse y se siente especialmente atraída por los dulces y los pasteles.
Anna Schneider (アンナ・シュナイダー Anna Shunaidā?)
 Seiyū: Kaede Hondo, Betzabé Jara (español latino)
Amiga de la infancia de Takt y hermana mayor de Cosette, ahora Destiny. Ella los llevará a los dos en un viaje a Nueva York en una búsqueda para rectificar la condición inestable de Destiny.

### Conductors
Lenny (レニー Renī?)
 Seiyū: Satoshi Hino, Carlo Vásquez (español latino)
Un Conductor de la New York Symphonica, una organización que pretende aniquilar a los D2. Monta una motocicleta y viaja con la Musicart Titan. Él y Titán ayudan a Takt a ajustar su nueva vida como Conductor y mentor de combate acompañó a él, a Destiny y a Anna hasta Nueva York.
Felix Schindler (シントラー Shintorā?)
 Seiyū: Daisuke Namikawa, Luis Navarro (español latino)
Un conductor que también es el comandante en jefe de la New York Symphonica. Dirige la organización con su mano derecha Sagan.
Sagan (ザーガン Zāgan?)
 Seiyū: Eiji Hanawa, Edson Matus (español latino)
Consejero Delegado de la base estratégica de New York Symphonica. También se desempeña como GM (Gran Maestro).

### Musicarts
Titan (巨人 Kyojin?)
 Seiyū: Miku Itō, Denisse Aragón (español latino)
Una Musicard que nació de la Sinfonía n.º 1 (Mahler) que viaja junto a Lenny. Es despreocupada y, a veces, explica las cosas con onomatopeyas , pero muestra una actitud seria en algunas ocasiones.
Valquiria (Walküre) (ワルキューレ Walküre?)
 Seiyū: Sumire Uesaka, Cristina Hernández (español latino)
Es una Musicard sin un Conductor, Nació de Die Walküre. Sus armas principales son una espada y un escudo que puede lanzar como un disco giratorio.
Jigoku (Infierno) (地獄 Jigoku?)
 Seiyū: Reina Ueda, Alejandra Delint (español latino)
Una Musicart que pertenece a la New York Symphonica y que ha hecho un pacto con Schindler y actúa como su protectora. Sus armas principales son sus pies, que se transforman en discos giratorios con poder destructivo.
Tengoku (Cielo) (天国 Tengoku?)
 Seiyū: Inori Minase, Montserrat Aguilar (español latino)
Es Una Musicart que pertenece a la New York Symphonica.
Jupiter (木星 Mokusei?)
 Seiyū: Natsu Yorita
Twinkle Star (きらきら星変奏曲 Kirakira-boshi?)
 Seiyū: Maria Sashide
Carmen (カルメン?)
 Seiyū: Yumiri Hanamori

## Terminología

### D2
D2 es la Abreviación de Despair Dolls. Son extraños monstruos creados por un meteorito negro que cayó sobre la tierra hace años. La apariencia es diferente para cada monstruo, pero tienen en común que tienen una parte en forma de máscara y una piedra negra en su cuerpo. Odian todo tipo de música e invaden a las personas que la tocan. 

### Symphonica
Una organización destinada a erradicar a los D2 y salvar a la humanidad, y una instalación de defensa construida por esa organización. Surgió casi al mismo tiempo que la aparición de los D2 y protegió a la humanidad utilizando la fuerza única de los Musicart. En el mundo de 2047, Symphonica se construyó  cerca de grandes ciudades como Nueva York y Berlín. En Nueva York Symphonica, el otro héroe de la guerra, Zagan, ha tomado el puesto de GM (Gran Maestro) y tiene el control total. 

### Musicart
Es un arma creada por Symphonica con cuerpo humano. Tiene la capacidad de contrarrestar piedras negras y puede derrotar a los D2, que no puede ser derrotado por armas convencionales. El exitoso desarrollo del musicart le ha dado a la humanidad el poder de una ofensiva de reversión. Hay muchos secretos en el proceso de fabricación y la existencia en sí es extremadamente rara. 

### Conductor
Pertenecen a la Symphonica, operan y dirigen a los musicart y se sitúan al frente de la batalla. Siguiendo a los musicart, se les llama conductor. Al tomar el mando, el conductor puede maximizar la potencia del los musicart. 

### Mineral de Harmonia
Una hermosa piedra descubierta a principios del siglo XXI . Se le llamó "HARMONY ore" debido a su propiedad especial de reaccionar a la música y producir energía. La energía liberada por el mineral Harmonia ha atraído la atención de muchos investigadores y ha dado lugar al nacimiento de los Musicato. A los Musicart se les permite luchar contra los D2 utilizando el "poder de la música" que emite esta piedra.

## Contenido de la obra

### Anime

Logo de la serie de anime.

El 27 de junio de 2021 se anunció una serie de anime de MAPPA y Madhouse titulada Takt Op. Destiny se estrenó el 5 de octubre de 2021 en TV Tokyo y sus afiliados. El tema de apertura es "takt" de Ryo de Supercell con voces de Mafumafu y gaku, mientras que el tema de cierre es "Symphonia" de Mika Nakashima. Crunchyroll obtuvo la licencia de la serie.
El 24 de noviembre de 2021 se anunció la realización de una exhibición especial recreando escenas emblemáticas del proyecto así como presentando material original de producción tanto de los estudios MAPPA como de los estudios Madhouse. Este evento se realizó en Tokio entre el 24 de diciembre de 2021 y el 16 de enero de 2022. El evento fue organizado por PARCO, con planeación de MAPPA para PARCO FACTORY, que es la séptima planta del complejo comercial del mismo nombre en la Estación de Ikebukuro. Los boletos para participar estarán disponibles a partir del próximo 27 de noviembre en Japón a un precio de 500 yenes (alrededor de 5 dólares estadounidenses), e incluyen una de las once ilustraciones especiales de beneficio. El evento incluye también la venta de productos exclusivos.
El 28 de marzo de 2022, Crunchyroll anunció que la serie recibió un doblaje en español latino, que se estrenó el 30 de junio.

### Videojuego
El 28 de junio de 2023 fue lanzado Takt Op. Symphony, un videojuego gacha para iOS y Android cuya trama toma lugar después del fin de Takt Op. Destiny.